# The Story of Menstruation
The Story of Menstruation (Die Geschichte von der Menstruation) ist ein Farb-Trickfilm von Walt Disney Productions aus dem Jahr 1946, der hauptsächlich als Unterrichtsfilm vor US-amerikanischen Schülerinnen aufgeführt wurde.

## Handlung
Animierte schematische Darstellungen des Menstruationszyklus wechseln mit Zeichentrickszenen ab, die Ratschläge für Mädchen beinhalten. Eine weibliche Stimme erklärt aus dem Off, dass es sich bei der Menstruation um eine natürliche und keineswegs Besorgnis erregende Angelegenheit handelt. Entgegen veralteten Volksregeln wird den Mädchen empfohlen, auch während der Periode zu baden oder zu duschen und ihren gewohnten körperlichen Betätigungen wie Radfahren, Reiten oder Tanzen nachzugehen. Es wird zum Führen eines Menstruationskalenders geraten und dessen Handhabung erklärt. Bewegung, gesunde Ernährung und gute Laune sollen Beschwerden während der Periode verhindern oder lindern. Insbesondere soll Verstopfung vermieden werden, da diese den Menstruationszyklus störe.

## Hintergrund
Nach dem Ersten Weltkrieg setzte in den USA eine kontrovers geführte Diskussion ein, ob das bisher weitgehend tabuisierte Thema Menstruation aus der rein familiären Sphäre (von Mutter zu Tochter) herausgelöst und zu einem schulischen Unterrichtsgegenstand werden sollte. Während Mediziner, Pädagogen und Frauenrechtlerinnen die unbedingte Notwendigkeit eines solchen Unterrichts betonten, sahen Kritiker darin einen Verstoß gegen Anstand und Sitte oder eine Bevormundung der Eltern bezüglich ihrer Erziehungshoheit. Besonders heftige Widerstände kamen aus konservativen Kreisen des Katholizismus, die befürchteten, dass solche Lehrinhalte die Jugend zu unzüchtigen Gedanken verführen könnten. In den 1920er-Jahren begannen progressive Schulen und Organisationen wie die Pfadfinderinnen (Girl Scouts), Mädchen außerhalb der Familie in diesem Thema zu unterrichten. Die Unterrichtsinhalte waren dabei „entsexualisiert“: Sie beschränkten sich auf Anweisungen zur Hygiene, eine Sexualaufklärung fand nicht statt. Kimberly-Clark veröffentlichte als Hersteller von Produkten zur Damenhygiene 1932 die Broschüre Marjorie May’s Twelfth Birthday, die jungen Mädchen Informationen zur Menarche bot. Als erstes Unterrichtsmedium zum Thema in Form eines Films gilt The Story of Menstruation.
1945 gründete Walt Disney Productions die Abteilung Educational and Industrial Film Division, die Kurzfilme zu Unterrichtszwecken produzierte. Bis 1951 entstanden hier zahlreiche Lehrfilme im 16-mm-Format, die von Wirtschaftsunternehmen finanziert wurden und nicht in den Verleih kamen, sondern von den auftraggebenden Firmen kostenlos an Schulen verteilt wurden. Von diesen Filmen gilt The Story of Menstruation als der am intensivsten rezipierte. Die International Cellucotton Products Company (ICPC), das für Handel und Werbung zuständige Tochterunternehmen von Kimberly-Clark, gab den Film 1945 in Auftrag. Ein Gynäkologe fungierte als Fachberater. Ende 1945 wurden Storyboards vor Lehrpersonal und Schülerinnen gezeigt. Dabei zeigte sich, dass eine geplante Zeichentrickszene mit einem lächelnden Fetus nicht realisiert werden durfte, da jegliche bildliche Darstellung von nackten menschlichen Körpern in Schulen verboten war.

## Rezeption
Die Uraufführung am 18. Oktober 1946 vor ausgewähltem Lehrpersonal wurde positiv aufgenommen. In den Credits sind keine Namen von an der Produktion beteiligten Personen genannt, sondern lediglich die Firmennamen Walt Disney Productions und Kimberly-Clark. Sichtbare Produktplatzierung beschränkt sich auf die Nennung der Marke „Kotex“, der von Kimberly-Clark hergestellten Damenbinde, im Vor- und Nachspann. In der von der International Cellucotton Products Company produzierten Broschüre Very Personally Yours („Deine ganz persönliche Angelegenheit“), die jeweils wenige Tage vor einer Aufführung in einer Klasse an die Schülerinnen ausgegeben wurde, finden sich neben Szenenbildern aus dem Film, dem Vordruck eines Menstruationskalenders und allgemeinen Ratschlägen allerdings auch deutliche Empfehlungen von Kimberly-Clark-Produkten. Von Tampons (deren wichtigster Produzent mit marktbeherrschender Stellung das Konkurrenzunternehmen Tampax war) wird in der Broschüre abgeraten. The Story of Menstruation erhielt positive Besprechungen unter anderem im Journal of the American Medical Association und in der Zeitschrift Parents. Der Rezensent des Journal of the American Medical Association lobte als besonders modern und zukunftsweisend, dass der Film das Thema Menstruation mit „gutgelaunter Miene“ präsentiere, „ohne eine Atmosphäre von Anspannung, geschweige denn von Angst und Ekel zu erzeugen“. Die Auszeichnung mit dem renommierten Good Housekeeping Seal of Approval verschaffte dem Film zusätzliche Reputation.
Die Vorführungen fanden zunächst in der 7. und 8. Klasse, also vor 12- bis 14-jährigen Mädchen, statt. Bald ging man dazu über, den Film in der 5. und 6. Klasse zu zeigen. Für diese jüngeren Mädchen gab Kimberly-Clark seit 1952 eine zweite Broschüre mit dem Titel You’re a Young Lady Now heraus. 1957 empfahl Kimberly-Clark grundsätzlich die Vorführung in der 5. Klasse. Außer im Schulunterricht wurde der Film auch vor schulischen Elternvertretungen, in Gruppen der YWCA und auf Wöchnerinnenstationen gezeigt.
The Story of Menstruation war von 1946 bis in die erste Hälfte der 1980er-Jahre als Unterrichtsmedium in Schulen in Gebrauch. In diesem Zeitraum erreichte der Film ein Publikum, das nach verschiedenen Studien auf 93 bis 105 Millionen Personen geschätzt wird. Ganz überwiegend handelte es sich dabei um Mädchen, vergleichsweise wenige Jungen wurden zu den Vorführungen zugelassen. Laut einer Mitteilung von Kimberly-Clark aus dem Jahr 1964 sahen bis zu diesem Zeitpunkt ca. 47 Millionen Schülerinnen den Film, 31 Millionen Exemplare der Broschüren Very Personally Yours und You’re a Young Lady Now wurden ausgegeben. Der Film bzw. die gedruckten Materialien sollen nach Angaben des Unternehmens von 1946 bis 1964 etwa 20 Prozent der US-amerikanischen Mädchen erreicht haben. Very Personally Yours erschien in letzter Auflage 1970. Als definitives Ende der Ära von The Story of Menstruation im amerikanischen Schulunterricht gilt das Jahr 1984, in dem der mit realen Darstellern besetzte, von Cerutti Productions und Kimberly-Clark produzierte 19-minütige Kurzfilm Julie’s Story zum Standard-Unterrichtsfilm in Bezug auf das Thema Menstruation wurde.
Während verschiedentlich die Ansicht vertreten wird, dass der Film im Geltungsbereich des US-Rechts in der Mitte der 1970er-Jahre in die Public Domain übergegangen sei, da Disney die Copyright-Erklärung binnen 28 Jahren nach Erstanmeldung gemäß § 23 des U.S. Copyright Act von 1909 angeblich nicht erneuerte, erfolgte eine Wiederanmeldung des Copyright bei der Library of Congress tatsächlich am 3. Dezember 1973.

## Historische Einordnung
In neuerer Zeit wird The Story of Menstruation vor allem vor dem kulturellen und künstlerischen Hintergrund der Epoche seiner Entstehung beurteilt. So thematisierten Janice Delaney, Mary Jane Lupton und Emily Toth 1988 in ihrer Abhandlung über die Kulturgeschichte der Menstruation die im Film deutlich stilisierte Darstellung sowohl der anatomischen Gegebenheiten als auch der Lebensrealität sowie das Verschweigen der Themen Sexualität, Zeugung und Schwangerschaft:

“In the Disney World, the menstrual flow is not blood red but snow white. The vaginal drawings look more like a cross section of a kitchen sink than the outside and inside of a woman’s body. There are no hymen, no clitoris, no labia; all focus is on the little nest and its potentially lush lining. Although Disney and Kimberly-Clark advise exercise during the period, the exercising cartoon girls (who look like Disney’s Cinderella) are drawn without feet; bicycles magically propel themselves down the street without any muscular or mental direction from the cyclist. The film ends happily ever after, with a shot of a lipsticked bride followed immediately by a shot of a lipsticked mother and baby.”

„In der Welt von Disney ist die Regelblutung nicht blutrot, sondern schneeweiß. Die Zeichnungen einer Vagina gleichen eher dem Querschnitt eines Spülbeckens als dem Inneren und Äußeren eines weiblichen Körpers. Es gibt kein Hymen, keine Klitoris und keine Schamlippen; der ganze Fokus liegt auf dem kleinen Nest und seiner potentiellen Schleimhaut. Obwohl Disney und Kimberly-Clark zu Sport während der Periode raten, sind die Sport treibenden Zeichentrickmädchen (die wie Disneys Cinderella aussehen) ohne Füße dargestellt; Fahrräder bewegen sich wundersam die Straße hinunter, ohne von der Fahrerin irgendwie durch Muskel- oder Geisteskraft gelenkt zu werden. Wenig später gibt es ein Happy End mit einer Szene, die eine mit Lippenstift geschminkte Braut zeigt, unmittelbar gefolgt von einer Szene einer mit Lippenstift geschminkten Mutter mit Baby.“

Colette Dowling kritisierte 1988, dass der Film und die gedruckten Begleitmaterialien nur Aspekte der Hygiene behandeln, jedoch nicht auf die emotionalen Bedürfnisse der Mädchen eingehen. Sean Griffin sah 2000 in The Story of Menstruation das für die Disney-Produktionen der frühen Nachkriegszeit typische konservative Frauen- und Mädchenbild bereits angelegt, das Bild des angepassten und braven Mädchens, das sich auf seine Rolle als Hausfrau und Mutter in einer von Männern patriarchal geführten Gesellschaft vorbereitet. Dieses Ideal werde in den abendfüllenden Zeichentrickfilmen Cinderella (1950), Alice im Wunderland (1951) und Peter Pan (1953) weiter ausgebaut. 2008 stellte Sharra Louise Vostral heraus, dass der Film das Jugendalter als völlig asexuelle Lebensphase zeige. Statt Themen wie sexuelle Aufklärung und erotische Gefühle anzusprechen, werde lediglich dargestellt, dass die Pubertät neue Herausforderungen an die Gesunderhaltung (Hygiene) des Körpers stelle. Das hauptsächliche Ziel dabei sei natürlich, die jungen Verbraucherinnen an Produkte von Kimberly-Clark zu binden. Laut Lara Freidenfels (2009) passt der Lehrfilm genau zur amerikanischen Kultur der 1950er-Jahre mit ihrer Prüderie sowie ihrer Idealisierung der Ehe und der biederen Mittelschichtsfamilie.
Der Filmjournalist Phil Hall wies darauf hin, dass ihm kein älterer Film bekannt sei, in dem das Wort „Vagina“ ausgesprochen und geschrieben wurde. Für ihn handelt es sich bei The Story of Menstruation um „Disneys am wenigsten bekannte und (nicht überraschend) verblüffendste Produktion, und sie zeigt, dass Leute bereit sind, für Geld alles zu tun.“ Die Tatsache, dass der Konzern sein eigenes Werk heute völlig ignoriert, kommentiert Hall auf ironische Weise:

“One can easily imagine a Disney World ride based on the film, with tourists climbing into an egg-shaped craft for a wild ride down a long and dark fallopian tube through a giant vaginal opening. Maybe there could be a catchy theme song, along the lines of “It’s a Small World,” to add music to the menstruation – giving the vagina a voice, if you will? Kotex could sponsor the ride and sell feminine products at the concession stands. It could make millions!”

„Man kann sich leicht ein auf dem Film basierendes Fahrgeschäft bei Disney World vorstellen, wo Touristen ein Fahrzeug in Form einer Eizelle besteigen, um zu einer wilden Fahrt aufzubrechen, die einen langen und dunklen Eileiter hinab durch eine riesige Scheidenöffnung führt. Vielleicht könnte es ein packendes Titellied geben, nach der Art von It’s a Small World, um die Menstruation mit Musik zu untermalen – der Vagina eine Stimme geben, wenn man so will? Kotex könnte das Fahrgeschäft sponsern und an den Imbissständen Produkte für Damenhygiene verkaufen. Sie könnten Millionen machen!“

## Trivia
Für die deutsche Tamponmarke o.b. wurde in den 1990er-Jahren ein Werbespot gedreht, dessen Text mit dem Satz „Die Geschichte der Menstruation ist eine Geschichte voller Missverständnisse.“ beginnt und somit den Filmtitel aufgreift.